# Clemàstecs

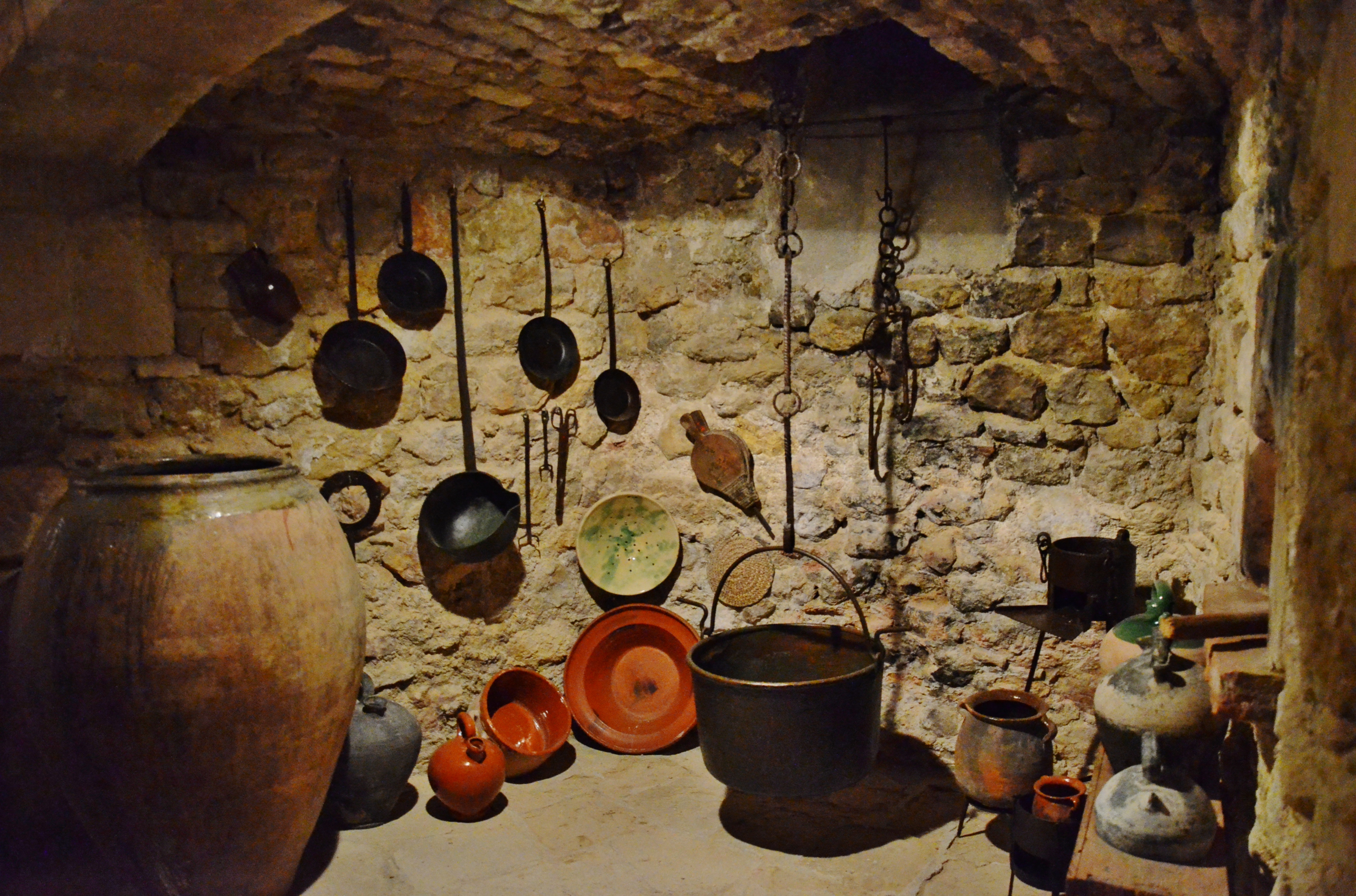
La llar de foc al Castell de Sant Martí Sarroca, amb una caldera penjant dels clemàstecs.

Els clemàstecs (clemascles, clemasques, clemalles, clemalls, clemastres, calamàstecs, calamastres, cremallers o cremalls, entre d'altres) són cadenes que es pengen a la llar de foc per suspendre olles o calderes damunt de les brases. Abans de la creació de la cuina de fogó, eren molt emprades per cuinar a les terres fredes i de muntanya.
Els clemàstecs eren fets de ferro forjat, amb baules amples i un sistema de ganxos que permetia de pujar o baixar les olles i així regular-ne la proximitat al foc. Es penjaven d'una estaca de ferro dins de la xemeneia al moment de construir la casa i es fixaven amb un rebló. Es consideraven com una part essencial de la llar i era molt mal vist despenjar-los. A més a més de coure el menjar de les persones, servien per a fer calderades de menjar per al bestiar i per escalfar aigua per a altres usos.
La mida dels clemàstecs també indicava la importància de la casa: si només s'hi podia penjar una olla, significava que la casa era pobra i hi havia poc per coure, i en aquest cas parlem de "cremalla"; si se'n podien penjar dos o tres, representava que la casa gaudia de més abundància. A més a més, a algunes cases importants els clemàstecs eren ornamentats amb treballs de forja que servien per distingir-los encara més.
Un dels cremalls més importants que es coneixen tenen 5 ganxos, en una estructura quadrada, amb un en cada extrem, i un altre al mig. Pertanyien a casa Montardit de Peramea (Pallars Sobirà), i els seus propietaris se'ls van vendre per les dificultats econòmiques de la postguerra. Segons sembla, l'estructura aguantava recta sense desnivellar-se pel pes, tot i tenir penjada una olla en un extrem. Estaven ricament treballats en forja i eren un element imprescindible en una gran i ampla xemeneia d'una casa molt puixant.